# Anarquisme i altres assaigs
Anarquisme i altres assaigs és un llibre escrit per l'anarcofeminista Emma Goldman, publicat el 1910, de llavors ençà s'ha publicat amb una certa regularitat, en versions completes o parcials. En el seu pensament relacionava la lluita feminista amb la de la classe obrera i hi feia aportacions sobre la sexualitat femenina.
El llibre conté aquests assaigs: Anarquisme: el que realment significa, Minories versus Majories, La psicologia de la violència política, Presons: un crim social i les seues fallades, Patriotisme: una amenaça a la llibertat, Francesc Ferrer i l'Escola Moderna, La hipocresia del puritanisme, El tràfic de dones, El sufragi femení, La tragèdia de l'emancipació de la dona, matrimoni i amor, El drama: un poderós propagador del pensament radical.